# Olga Govortsova
Olga Govortsova (Pinsk, 23 de agosto de 1988) é uma tenista profissional bielorrussa, em 2008 alcançou o 35.° lugar na WTA. Em duplas já ocupou a 24.ª posição.

## Significant finais

### Premier Mandatory/Premier 5 finais

#### Duplas: 2 (1 title, 1 runner-up)
| Resultado | Ano  | Campeonato | Piso | Parceira         | Oponentes                      | Placar                |
| --------- | ---- | ---------- | ---- | ---------------- | ------------------------------ | --------------------- |
| Vice      | 2008 | Charleston | Duro | Edina Gallovits  | Katarina Srebotnik Ai Sugiyama | 2–6, 2–6              |
| Campeã    | 2010 | Beijing    | Duro | Chuang Chia-jung | Gisela Dulko Flavia Pennetta   | 7–6(7-2), 1–6, [10–7] |

## WTA Tour finais

### Simples: 4 (4 vices)
| Legenda (pre/pos 2009)                       |
| -------------------------------------------- |
| Grand Slam (0-0)                             |
| WTA Tour (0-0)                               |
| Tier I / Premier Mandatory & Premier 5 (0-0) |
| Tier II / Premier (0–1)                      |
| Tier III, IV & V / International (0–3)       |

| Resultado | N. | Data             | Torneio                                         | Piso     | Oponente            | Placar             |
| --------- | -- | ---------------- | ----------------------------------------------- | -------- | ------------------- | ------------------ |
| Vice      | 1. | 1 Março 2008     | Cellular South Cup, Memphis, EUA                | Duro (i) | Lindsay Davenport   | 2–6, 1–6           |
| Vice      | 2. | 25 Outubro 2009  | Kremlin Cup, Moscou, Rússia                     | Duro (i) | Francesca Schiavone | 3–6, 0–6           |
| Vice      | 3. | 11 Abril 2010    | MPS Group Championships, Ponte Vedra Beach, EUA | Saibro   | Caroline Wozniacki  | 2–6, 5–7           |
| Vice      | 4. | 14 Setembro 2013 | Tashkent Open, Tashkent, Uzbequistão            | Duro     | Bojana Jovanovski   | 6–4, 5–7, 6–7(3–7) |

### Duplas: 13 (8 títulos, 5 vices)
| Legenda (pre/pos 2009)                       |
| -------------------------------------------- |
| Grand Slam (0-0)                             |
| WTA Tour (0-0)                               |
| Tier I / Premier Mandatory & Premier 5 (1-1) |
| Tier II / Premier (1–0)                      |
| Tier III, IV & V / International (6–4)       |
| WTA 125s torneios (0–1)                      |

| Resultado | N. | Data              | Torneio                                                | Piso     | Parceira             | Oponentes                                | Placar                |
| --------- | -- | ----------------- | ------------------------------------------------------ | -------- | -------------------- | ---------------------------------------- | --------------------- |
| Vice      | 1. | 14 Abril 2008     | Family Circle Cup, Charleston, EUA                     | Saibro   | Edina Gallovits      | Katarina Srebotnik Ai Sugiyama           | 2–6, 2–6              |
| Campeã    | 1. | 19 Maio 2008      | Istanbul Cup, Istanbul, Turquia                        | Saibro   | Jill Craybas         | Marina Erakovic Polona Hercog            | 6–1, 6–2              |
| Campeã    | 2. | 20 Setembro 2009  | Guangzhou International Women's Open, Guangzhou, China | Duro     | Tatiana Poutchek     | Kimiko Date-Krumm Sun Tiantian           | 3–6, 6–2, [10–8]      |
| Campeã    | 3. | 26 Setembro 2009  | Tashkent Open, Tashkent, Uzbequistão                   | Duro     | Tatiana Poutchek     | Vitalia Diatchenko Ekaterina Dzehalevich | 6–2, 6–7(1-7), [10–8] |
| Campe     | 4. | 9 Outubro 2010    | China Open, Beijing, China                             | Duro     | Chuang Chia-jung     | Gisela Dulko Flavia Pennetta             | 7–6(7-2), 1–6, [10–7] |
| Campeã    | 5. | 19 Fevereiro 2011 | Cellular South Cup, Memphis, EUA                       | Duro (i) | Alla Kudryavtseva    | Andrea Hlaváčková Lucie Hradecká         | 6–3, 4–6, [10–8]      |
| Campeã    | 6. | 12 Junho 2011     | AEGON Classic, Birmingham, Reino Unido                 | Grama    | Alla Kudryavtseva    | Sara Errani Roberta Vinci                | 1–6, 6–1, [10–5]      |
| Vice      | 2. | 31 Julho 2011     | Citi Open, Washington D.C., EUA                        | Duro     | Alla Kudryavtseva    | Sania Mirza Yaroslava Shvedova           | 3–6, 3–6              |
| Campeã    | 7. | 27 Agosto 2011    | New Haven Open at Yale, New Haven, EUA                 | Duro     | Chuang Chia-jung     | Sara Errani Roberta Vinci                | 7–5, 6–2              |
| Vice      | 3. | 25 Fevereiro 2012 | Cellular South Cup, Memphis, EUA                       | Duro (i) | Vera Dushevina       | Andrea Hlaváčková Lucie Hradecká         | 3–6, 4–6              |
| Campeã    | 8. | 26 Maio 2012      | Internationaux de Strasbourg, Strasbourg, França       | Saibro   | Klaudia Jans-Ignacik | Natalie Grandin Vladimíra Uhlířová       | 6–7(4–7), 6–3, [10–3] |
| Vice      | 4. | 14 Setembro 2013  | Tashkent Open, Tashkent, Uzbequistão                   | Duro     | Mandy Minella        | Timea Babos Yaroslava Shvedova           | 3-6, 3-6              |
| Vice      | 5. | 7 Abril 2014      | Monterrey Open, Monterrey, México                      | Duro     | Timea Babos          | Darija Jurak Megan Moulton-Levy          | 6–7(5–7), 6–3, [9–11] |

## WTA 125s finais

### Duplas: 1 (0-1)
| Resultado | N. | Data            | Torneio                                       | Piso | Parceira       | Oponente                           | Placar           |
| --------- | -- | --------------- | --------------------------------------------- | ---- | -------------- | ---------------------------------- | ---------------- |
| Vice      | 1. | 4 Novembro 2012 | OEC Taipei Ladies Open, Taipei, Taipé Chinesa | Duro | Chang Kai-chen | Chan Hao-ching Kristina Mladenovic | 7-5, 2-6, [8–10] |

## Ligações Externas
- Perfil na WTA